# Braçalet

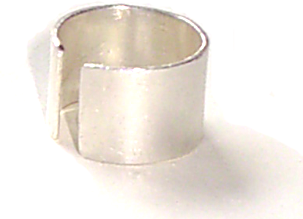
Exemple de braçalet

El braçalet o polsera (antigament braçalera o bracerola) és una joia més o menys circular que es col·loca al canell, als braços o a la part final de les cames. Pot rebre diferents noms; així, el braçalet que es duu al canell tendeix a anomenar-se polsera, la qual sol ser més fina que el braçalet de braç; l'esclava està formada per diverses voltes unides entre si.
Tradicionalment s'han usat per a adornar el cos o transmetre poder, puix que solien estar fets de metalls preciosos. S'han trobat braçalets des del 5000 aC. Modernament, també poden servir per a donar informació sobre la manera de pensar de la persona o fins i tot per a avisar el metge en cas d'urgència. Algunes polseres s'han fusionat amb rellotges o anells formant nous estils de joies.

## Tipus
Hi ha diversos tipus de braçalets o polseres, depenent del material de què estiguin fetes o del significat que tinguin.
A.Depenent del material:
1.Polseres de boles: són les més bàsiques de totes

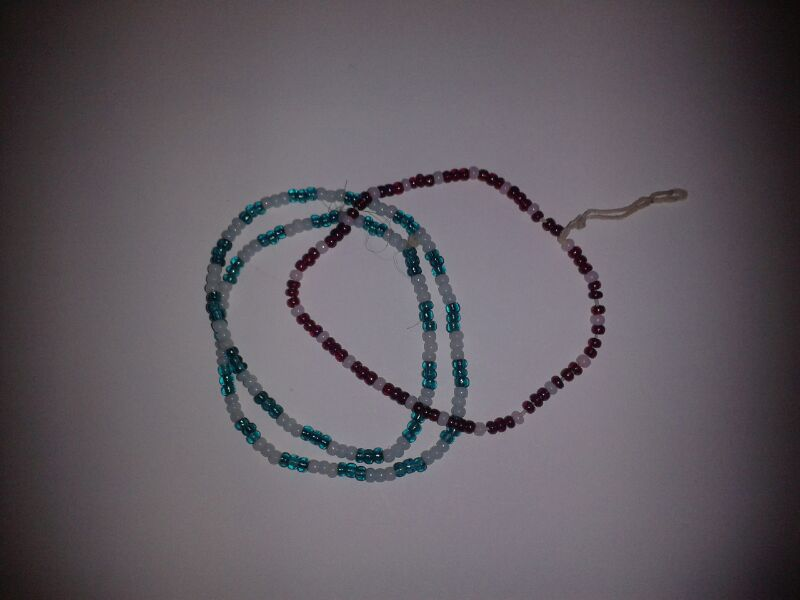
Braçalet de boletes

2. Polseres de "macramé": les quals són més elaborades i porten més treball i temps.

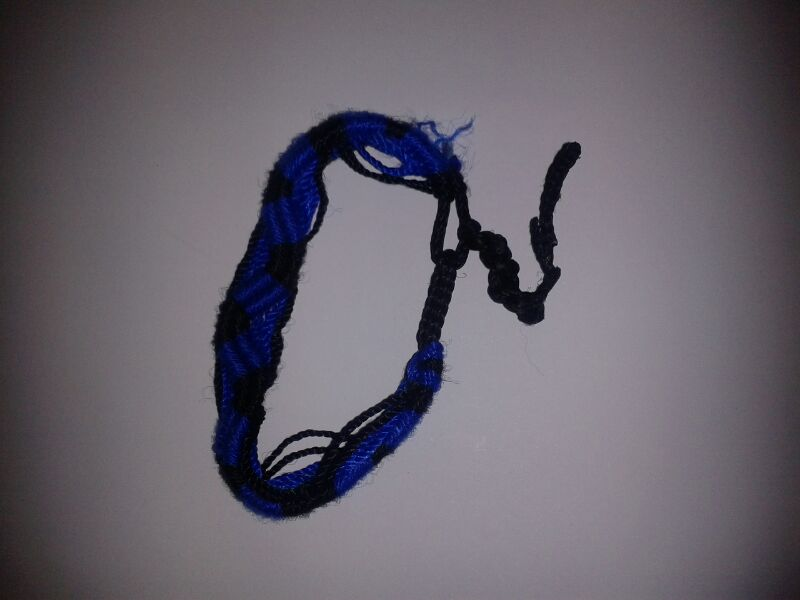
Braçalet de macrame

3. Polseres de fil: més fácils de fer, ja que el fil és molt senzill de manejar.
4. Polseres amb lletres: poden quedar molt originals amb lletres de fustes, es necessiten coneixements específics.

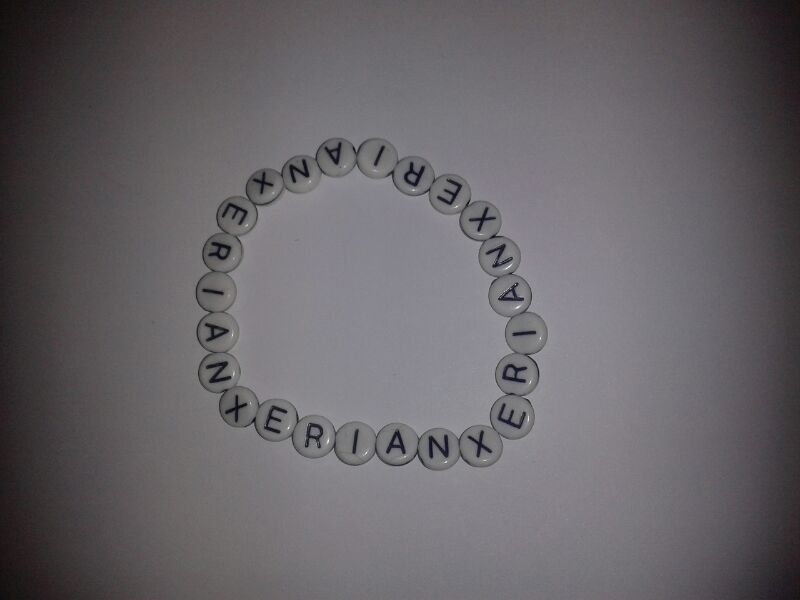
Braçalet de lletres

5. Polseres de plata: es necessiten coneixements per manipular el material.
6. Polseres de bijuteria:

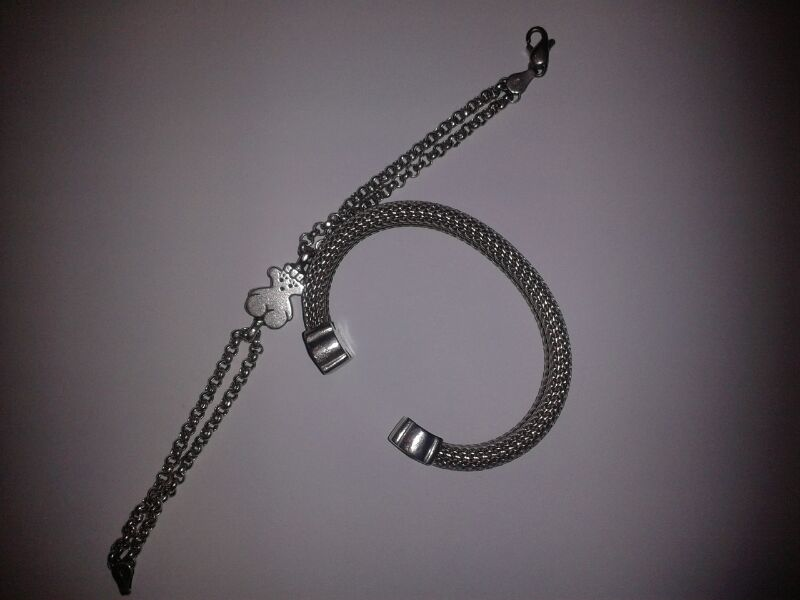
Braçalet de plata

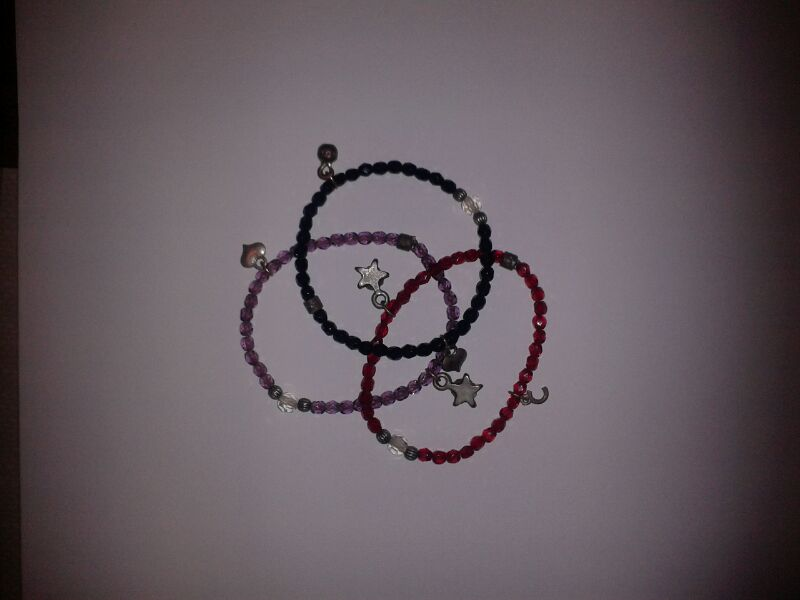
Braçalet de bijuteria

7. Polseres de pedreria: en condició a les pedres que porten, poden ser les més cares i difícils de manipular.

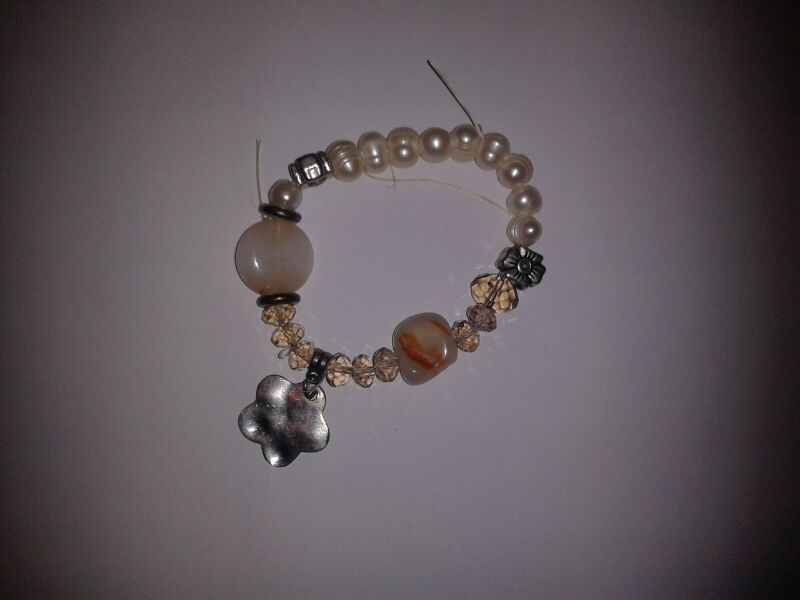
Braçalet de pedres

8. Polseres d'or: es necessiten coneixements específics per manipular el material.

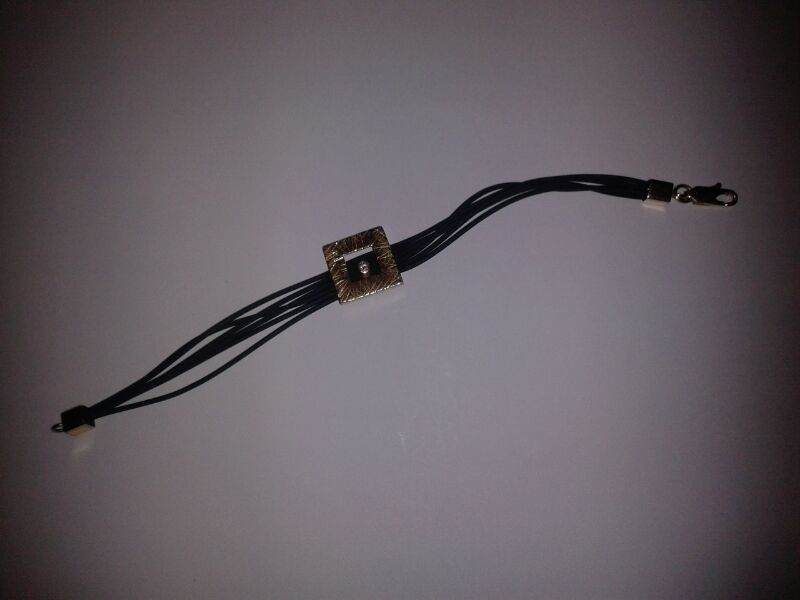
Braçalet d'or

9. Polseres de metall: S'utilitzen molt sovint materials reciclats.

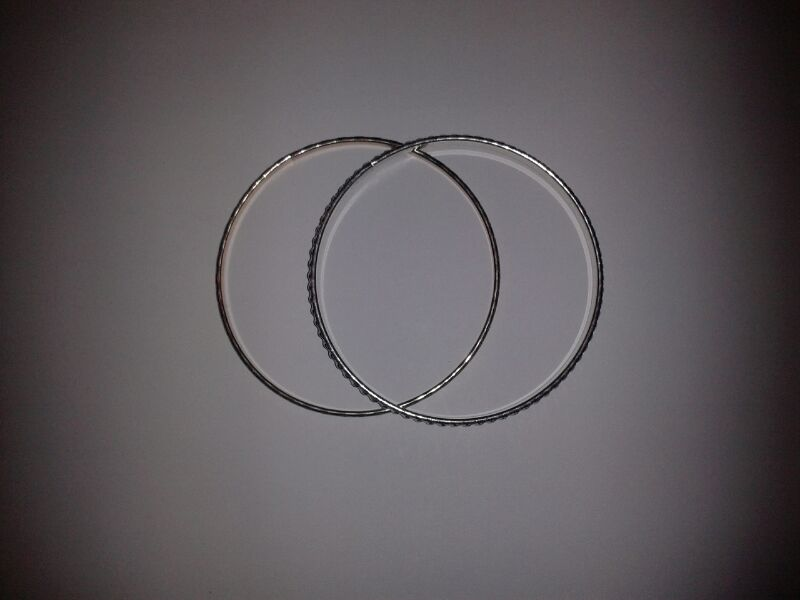
Braçalet de metall

10. Polseres de pedres sintètiques:
b.Depenent del significat:

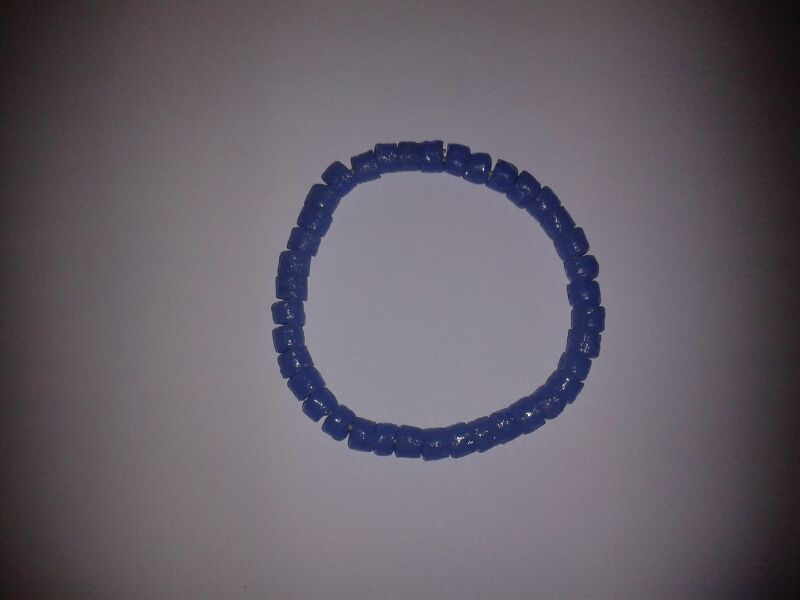
Braçalet sintetic

1. Pandora: El seu significat literal és "plena de dons". La Pandora va ser, segons la llegenda, la primera dona creada pels déus perquè tots els homes la volguessin per a ells. Tenia l'única missió de mantenir una caixa tancada, però li va poder la curiositat i la va acabar obrint. En aquell moment es van escampar tots els mals que hi havia en ella, deixant només l'esperança al fons. D'aquí es va extreure la idea que "sempre quedarà l'esperança".

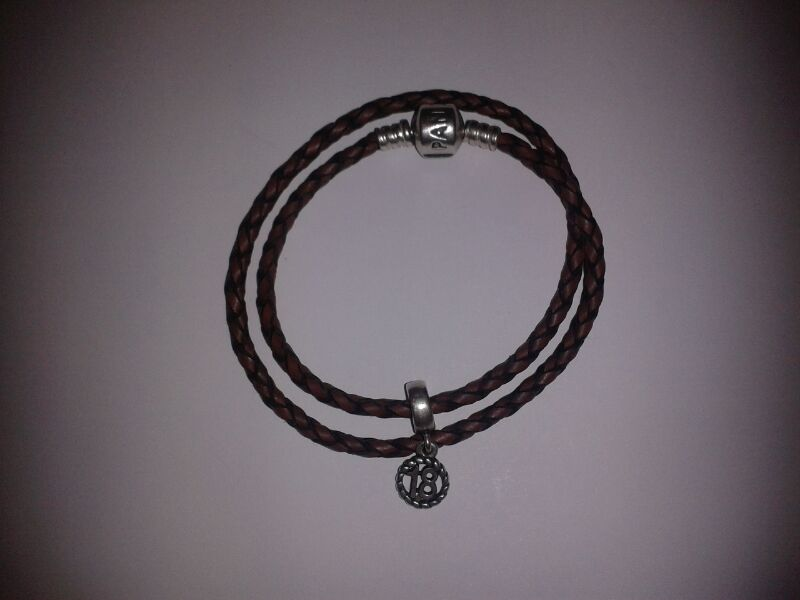
Braçalet de pandora

2.Polsera de la sort: Segons la llegenda, és l'autèntica polsera dels sants, els que protegeixen de qualsevol mal. Es diu que invoca als Sants i a les Verges per demanar protecció per tu i per la família, amor, pau, harmonia i sort en el treball, entre d'altres.